# Ceba d'Egipte
La ceba d'Egipte (Allium ×proliferum), és similar a la ceba comuna, però amb un grup de bulbets on les cebes normals tindrien les flors. L'evidència genòmica mostra que són híbrids entre la ceba comuna (Allium cepa) i la ceba d'hivern (Allium fistulosum). Tanmateix, alguns encara tracten la ceba d'Egipte A. cepa var. proliferum o A. cepa Proliferum Group.
Els bulbets de les cebes d'Egipte broten i creixen quan encara estan a la tija que pot arribar a doblegar-se pel pes i arrelar a certa distància de la planta mare. Es creu que van ser els gitanos qui les van portar a Europa i per això es diuen cebes d'Egipte (el terme gitano deriva del llatí aegyptanus, perquè es creia que provenien d'aquest país).
Els bulbets d'aquest tipus de ceba fan normalment de 0,5 cm a 3 cm de diàmetre.
Moltes cebes d'Egipte tenen un gust molt fort encara que alguns cultivars són relativament suaus i dolços. Els bulbs subterranis són de pell rugosa i picants, i poden ser força allargats, com escalunyes o porros gegants, o en alguns tipus forma bulbs de fins a 5 cm. Les plantes joves es poden fer servir com les escalunyes a la primavera i els bulbets es poden coure com les cebes normals o conservats en vinagre.

## Galeria

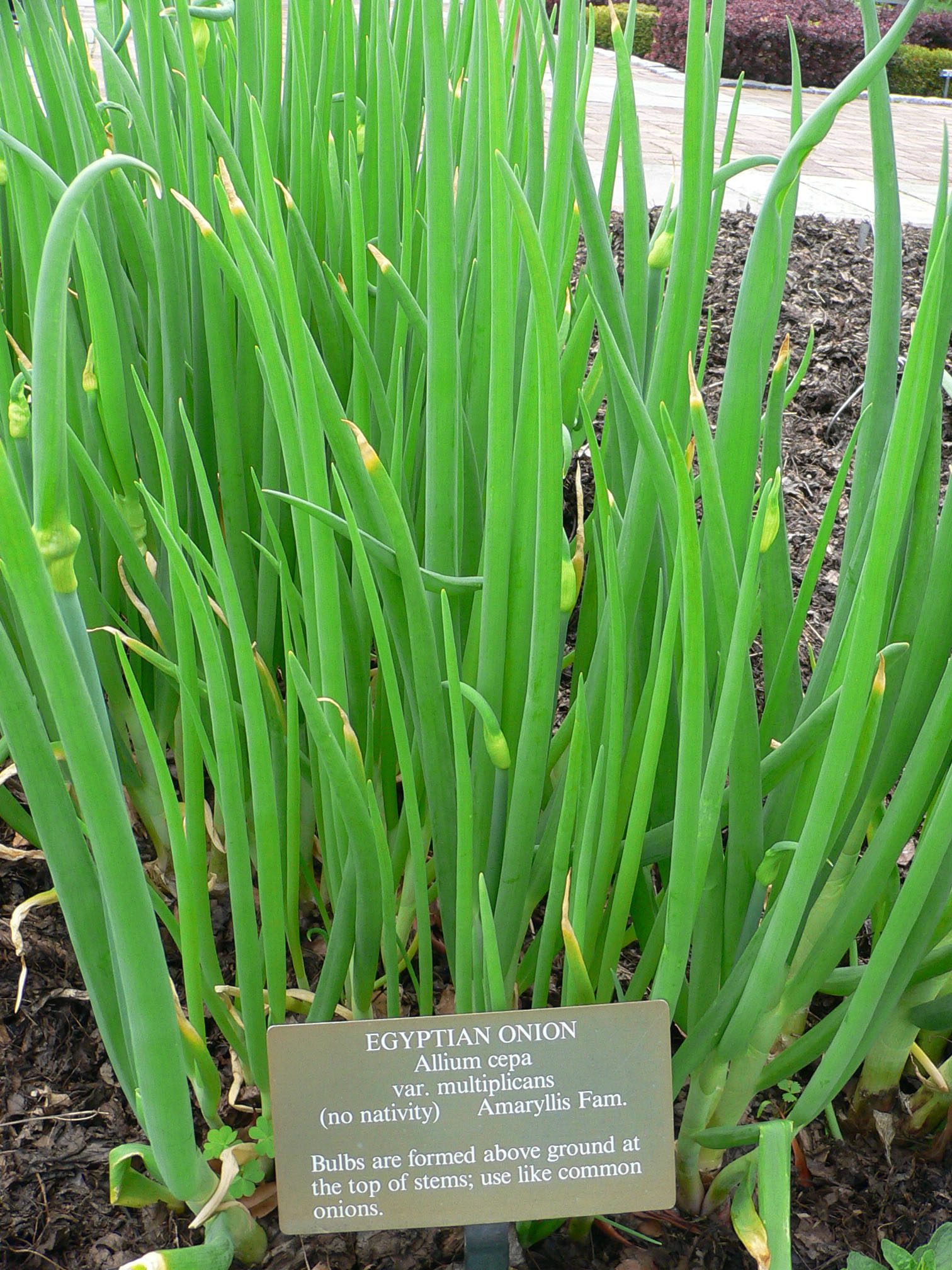
Cebes d'Egipte
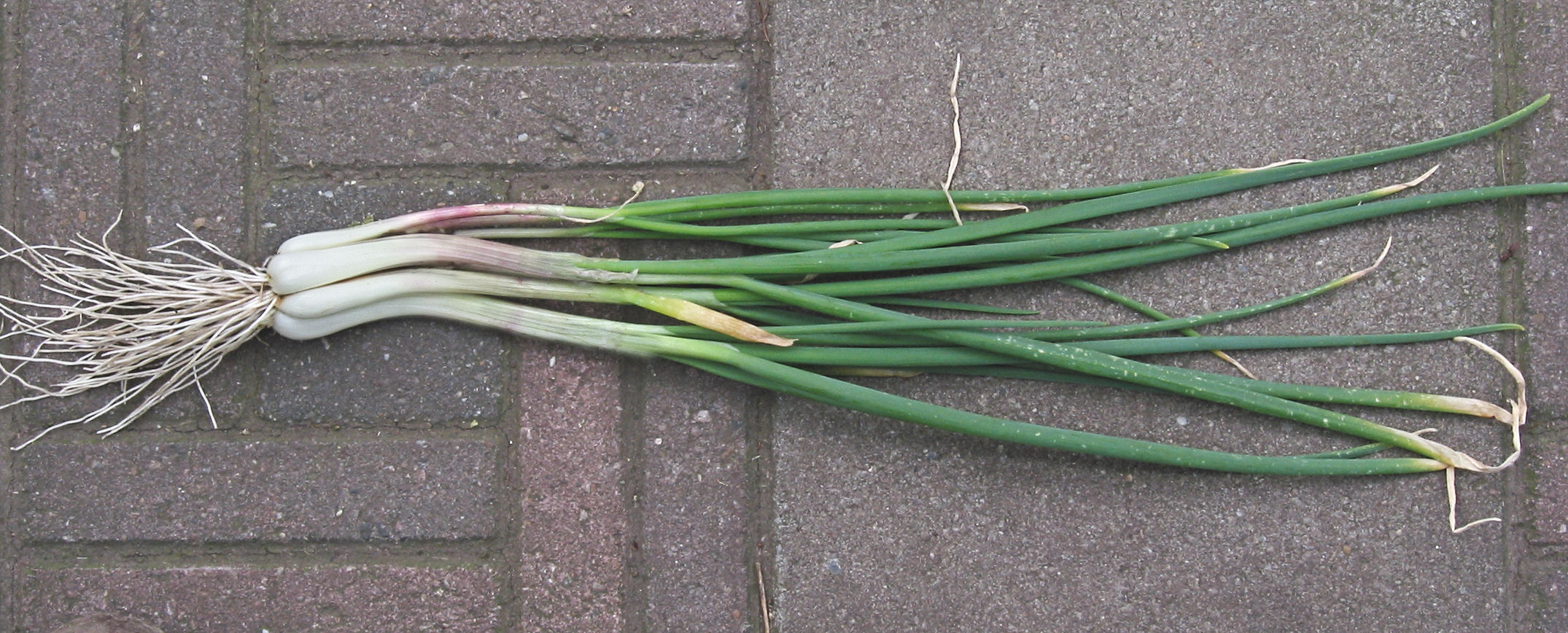
Vista sencera d'una ceba d'Egipte
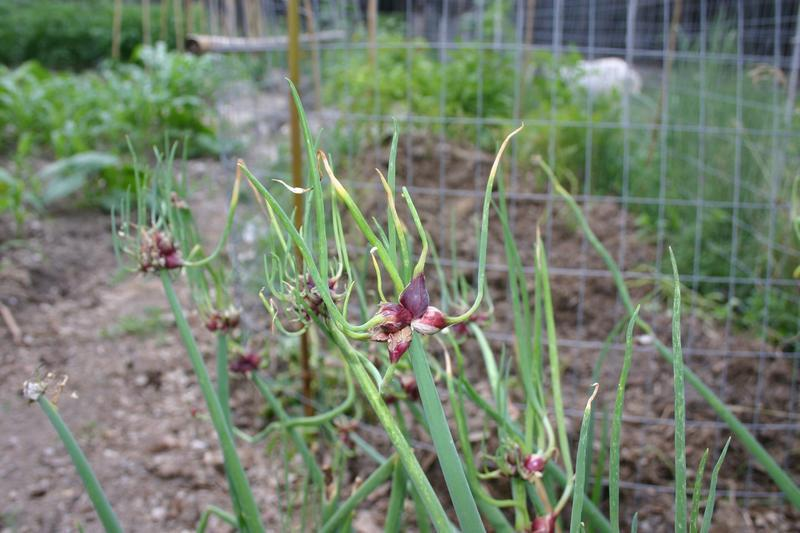
En estat silvestre
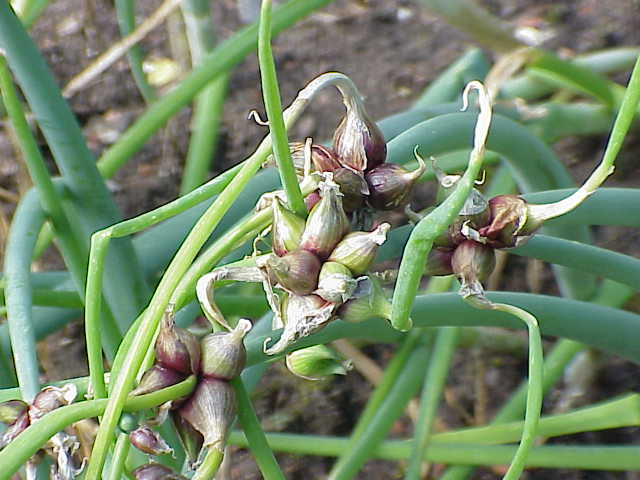
Detall dels bulbets